# 水银城市大厦
水银城市大厦 (俄语：Меркурий Сити Тауэр) 是欧洲第四高摩天大厦, 目前由俄罗斯莫斯科国际商务中心完成。2009年底开始建设。最初计划339米，75层，地下5层。2012年7月修改为75层338.82米，2012年8月10号确认。2012年11月1日建筑基本完成，高339米，于2013年第一季度开幕。

## 施工
2011年5月，层数达到53层，开发商宣布水银城市大厦达到地上230米，超过半数外墙覆盖上铜色玻璃装饰。2012年1月17日该建筑物超过了同样在莫斯科的城市之都的301.6米。2013年完工，成为俄罗斯和欧洲最高建筑。